# 445 pr. n. št.

## Dogodki
- Atene in Sparta skleneta mirovni sporazum